# Сакаи (род)
Сакаи (яп. 酒井氏 Сакаи-си) — японский самурайский клан, который утверждал, что происходит от ветви Нитта клана Минамото, которые, в свою очередь, были потомками императора Сэйвы. Серата (Нитта) Аритика, самурай XIV века, был общим предком как клана Сакаи, так и клана Мацудайра, которому Сакаи позже служили. В период Сэнгоку, при Токугава Иэясу (который был главой того, что раньше было главной линией семьи Мацудайра), Сакаи стали главными вассалами. В период Эдо, из-за их многолетней службы клану Токугава, Сакаи были классифицированы как фудай-даймё, в отличие от тодзама-даймё.

## Ветви и история клана

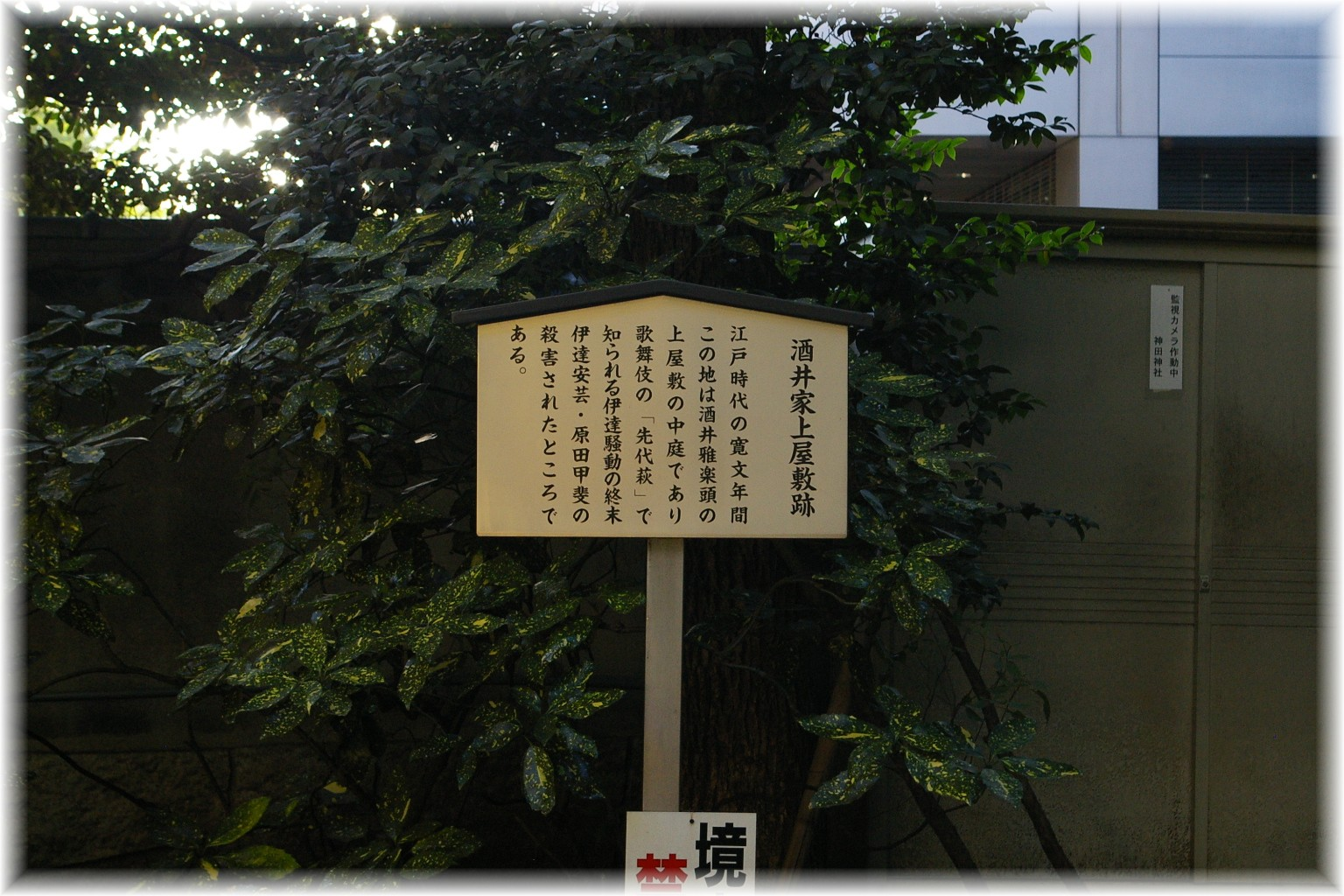
Место проживания клана Сакаи в Эдо

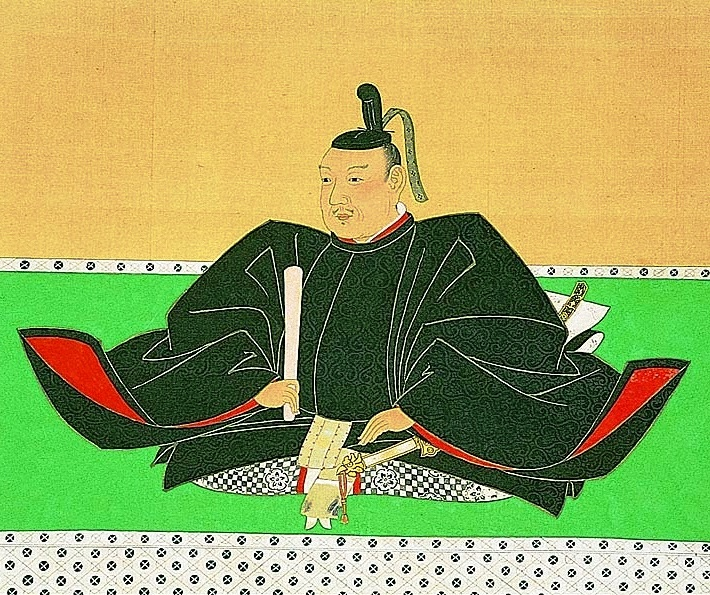
Сакаи Тадацугу (1527—1597)

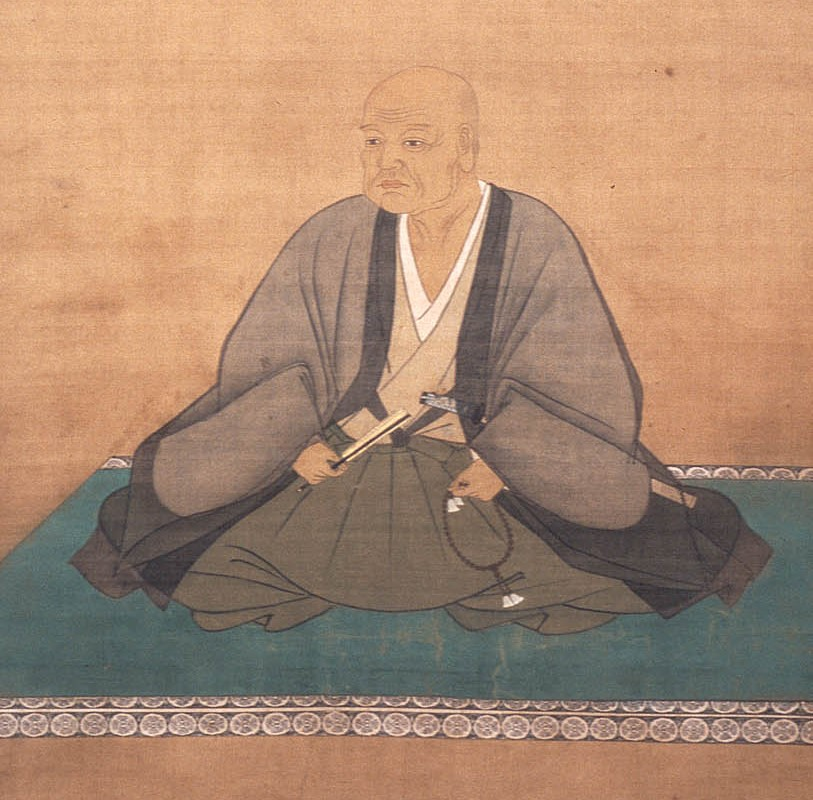
Сакаи Тадакацу (1587—1662)

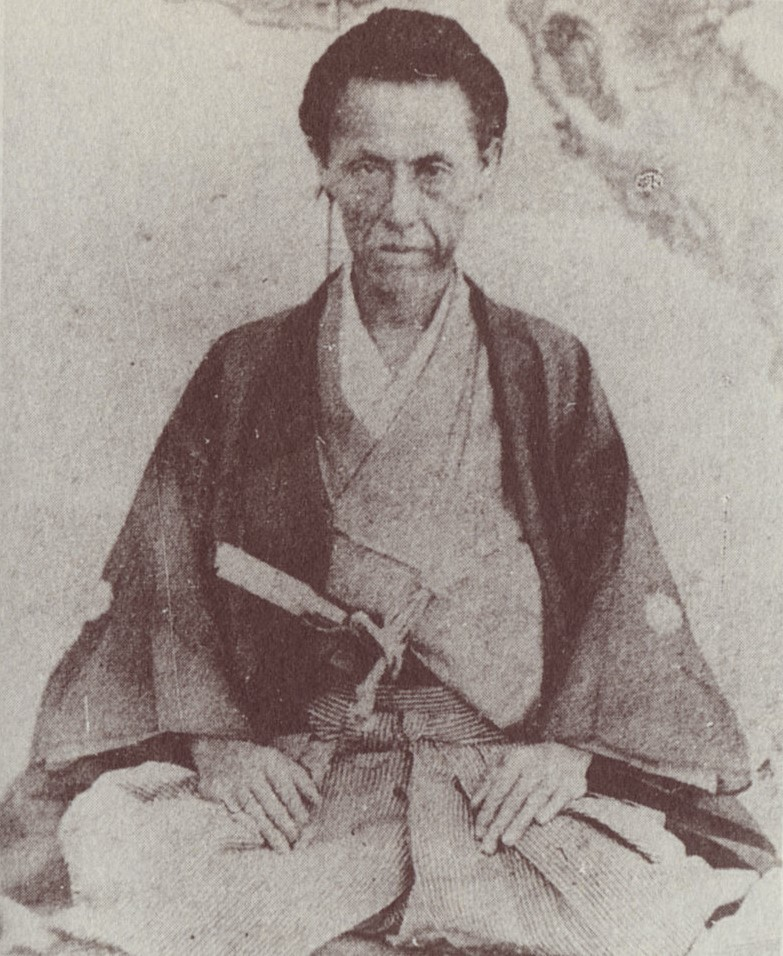
Сакаи Тадасигэ (1827—1895), даймё Химэдзи-хана (1860—1867)

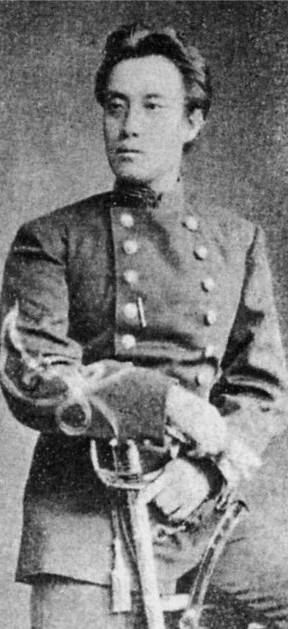
Сакаи Тададзуми (1853—1915), 11-й даймё Цуруока-хана (1862—1868)

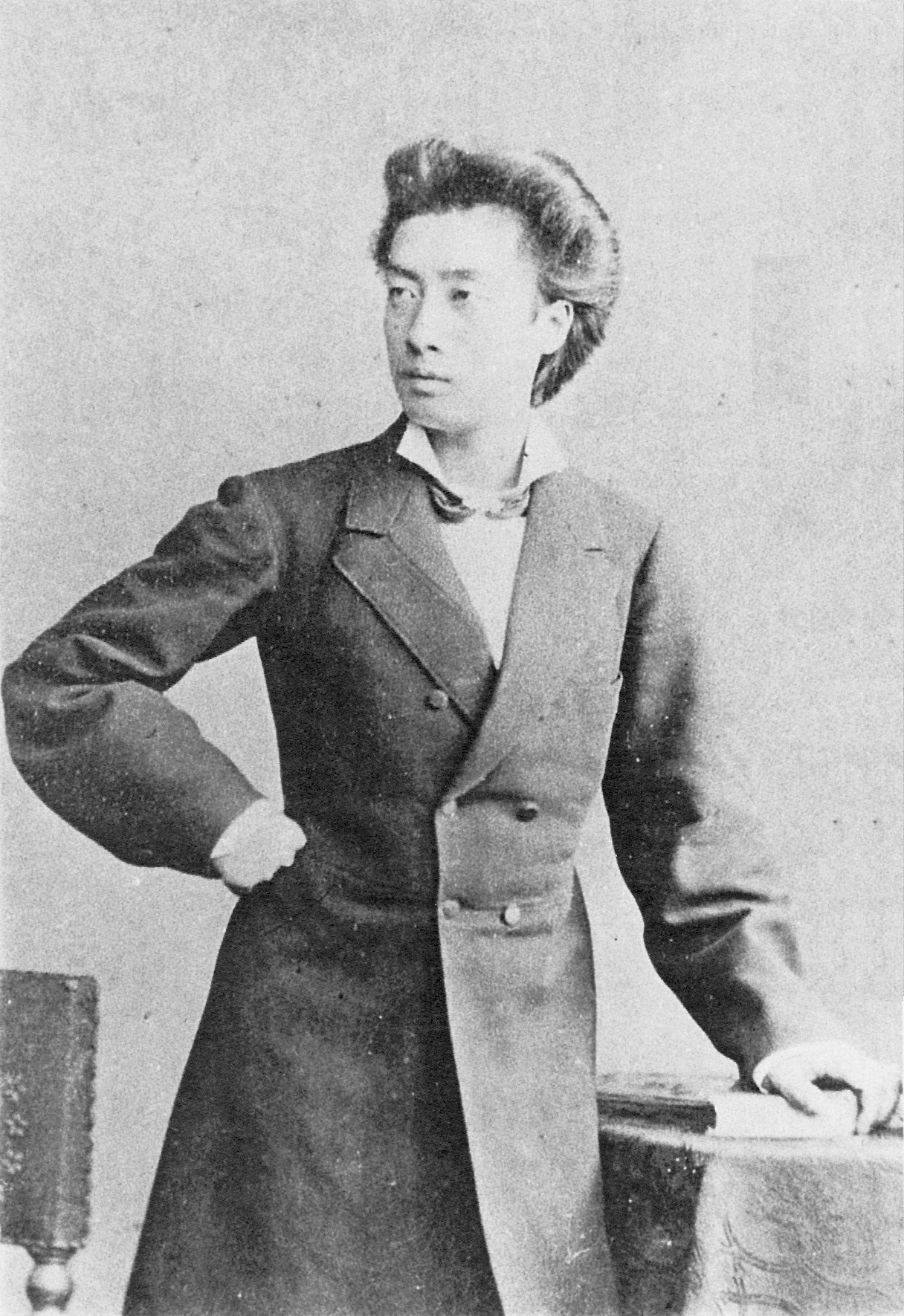
Сакаи Тадамити (1856—1921), 12-й и последний даймё Цуруока-хана (1868—1871)

Клан Сакаи возник в XIV веке в провинции Микава. Они утверждают, что происходят от Минамото-но Аритики. У Аритчики было два сына; один из них, Ясутика, взял имя Мацудайра, а другой сын, Тикаудзи, взял имя Сакаи. Тикаудзи является предком клана Сакаи. У Сакаи Хиротики, сына Тикаудзи, также было два сына, и потомки этих двух сыновей дали начало двум основным ветвям клана. Старшая ветвь была основана Сакаи Тадацугу (1527—1596). Тадацугу, вассалу Токугавы Иэясу, была поручена защита замка Есида в провинции Микава. В 1578 году Сакаи Иэцугу (1564—1619) унаследовал роль своего отца в качестве защитника замка Есида. Иэ- в начале имя Иэцугу было особой честью, оказанной Токугавой Иэясу, который намеревался подчеркнуть узы лояльности с теми, кому было разрешено разделить любую часть его имени. Когда владения Токугавы Иэясу были переданы региону Канто в 1590 году, Иэцугу был установлен во владениях Усуи (30 000 коку) в провинции Кодзукэ, но в 1604 году он был переведен во владения княжество Такасаки (50 000 коку). В 1616 году он снова был перемещен во владения княжество Такада (100 000 коку), на этот раз в провинция Этиго. В 1619 году он был перемещен во владения Мацусиро-хан в провинции Синано; а затем, с 1622 по 1868 год, он был установлен во владениях Цуруока (120 000 коку) в провинции Дэва. Сакаи из Цуруока (которые позже выросли до 170 000 коку) в провинции Дэва были заметны в поздний период Эдо как военная держава. Они отвечали за безопасность Эдо, были покровителями полиции Синчогуми и очень эффективно выполняли свои обязанности. После сдачи Эдо Сакаи отступили и вернулись на север в свои владения, где они активно действовали на северном театре военных действий. Война Босин, а также присоединение к пакту, который создал Северный союз княжеств в 1868 году. Глава этой линии клана получил от императора Мэйдзи титул «граф».
Боковая ветвь клана Сакаи была создана в 1647 году . Эти Сакаи были установлены с 1647 по 1868 год во владениях Мацумине (20 000 коку) в провинции Дэва; замок в Мацумине был построен в 1779 году. Глава этой линии клана был облагорожен как «виконт» в период Мэйдзи.
Другая боковая линия клана была основана Сакаи Масатикой (1521—1576). Вассал клана Токугава — Токугава Нобутада, Токугава Киеясу и Токугава Хиротада. В 1561 году он был установлен в замке Нисио в провинции Микава, и безопасность замка была доверена ему. В 1590 году Сакаи Сигэтада, сын Масатики, получил домен Кавагоэ (15 000 коку) в провинции Мусаси; затем в 1601 году он был установлен в домене Маэбаси (35 000 коку) в провинции Кодзукэ.
В 1749 году потомки Сакаи Тадакие (1626—1681) были переведены во владения Химэдзи (150 000 коку) в провинции Харима; и они оставались дайме в Химедзи до периода Мэйдзи. Эта младшая ветвь Сакаи была создана в 1590 году. Главой этой линии клана был впервые получил титул «графа» в период Мэйдзи.
Еще одна боковая ветвь клана Сакаи была создана в 1668 году . Эти Сакаи были установлены с 1668 по 1868 год во владениях Кацуяма (12 000 коку) в провинции Ава. Глава этой линии клана был облагорожен как «виконт» в период Мэйдзи.
Еще одна боковая ветвь Сакаи была создана в 1681 году. Эти Сакаи были установлены с 1681 по 1868 год во владениях Исэдзаки (20 000 коку) в провинции Кодзукэ. Глава этой линии клана был облагорожен как «виконт» в период Мэйдзи.
Сакаи Тадатоси (1562—1627) получил поместье Танака (10 000 коку) в провинции Суруга в 1601 году; затем его владения были переданы в 1609 году во владение Кавагоэ (30 000 коку) в провинции Мусаси.
Сакаи Тадакацу (1587—1662), был даймё с 1634 по 1868 год в домене Обама (103 500 коку) в провинции Вакаса. Эта боковая ветвь Сакаи была создана в 1590 году. Глава этой линии клана был облагорожен как «граф» в период Мэйдзи.
Наконец, в 1682 году была создана еще одна боковая ветвь клана Сакаи. Эти Сакаи были установлены с 1682 по 1868 год в княжестве Цуруга (10 000 коку) в провинции Этидзэн. Глава этой линии клана был облагорожен как «виконт» в период Мэйдзи.

## Даймё Кавагоэ-хана
- Сакаи Сигэтада (1549—1617), 1-й даймё Кавагоэ-хана (1590—1601), сын Сакаи Масатики (1521—1576)
- Сакаи Тадатоси (1562—1627), 1-й даймё Танака-хана (1601—1609), 1-й даймё Кавагоэ-хана (1609—1627), сын Сакаи Масатики (1521—1576)
- Сакаи Тадакацу (1587—1662), 2-й даймё Кавагоэ-хана (1627—1634), 1-й даймё Обама-хана (1634—1656), сын Сакаи Тадатоси (1562—1627)

## Даймё Обама-хана
- Сакаи Тадакацу (1587—1662), 1-й даймё Обама-хана (1634—1656), сын Сакаи Тадатоси (1562—1627)
- Сакаи Таданао (1630—1682), 2-й даймё Обама-хана (1656—1682), четвертый сын предыдущего
- Сакаи Тадатака (1651—1686), 3-й даймё Обама-хана (1682—1686), старший сын предыдущего
- Сакаи Тадасоно (1671—1706), 4-й даймё Обама-хана (1686—1706), старший сын предыдущего
- Сакаи Тадасигэ (1691—1735), 5-й даймё Обама-хана (1706—1735), приёмный сын предыдущего
- Сакаи Тадаакира (1720—1740), 6-й даймё Обама-хана (1735—1740), третий сын предыдущего
- Сакаи Тадамоти (1723—1775)[8], 7-й даймё Обама-хана (1740—1757), четвертый сын Сакаи Тадасигэ
- Сакаи Тадаёси (1721—1762), 8-й даймё Обама-хана (1757—1762), сын Сакаи Тадасигэ
- Сакаи Тадацура (1752—1806), 9-й даймё Обама-хана (1762—1806), старший сын предыдущего
- Сакаи Тадаюки (1770—1828), 10-й даймё Обама-хана (1806—1828), приёмный сын предыдущего
- Сакаи Тадаюри (1791—1853), 11-й даймё Обама-хана (1828—1834), второй сын Сакаи Тадацуры
- Сакаи Тадааки (1813—1873), 12-й даймё Обама-хана (1834—1862), сын Сакаи Тадаюки
- Сакаи Тадаюдзи (1835—1876), 13-й даймё Обама-хана (1862—1868), приёмный сын предыдущего
- Сакаи Тадаёси (1813—1873)[9], 14-й даймё Обама-хана (1868—1871)

## Даймё Цуруока-хана
- Сакаи Тадакацу (1594—1647), 1-й даймё (1622—1647), старший сын Сакаи Иэцугу, даймё Такада-хана
- Сакаи Тадамаса (1617—1660), 2-й даймё Цуруока-хана (1647—1660), старший сын Сакаи Тадакацу
- Сакаи Тадаеси (1644—1681), 3-й даймё Цуруока-хана (1660—1681), сын предыдущего
- Сакаи Тадазанэ (1671—1731), 4-й даймё Цуруока-хана (1682—1731), сын предыдущего
- Сакаи Тадаери (1704—1766), 5-й даймё Цуруока-хана (1731—1766), Второй сын Сакаи Тадаясу (1657—1736), 2-й даймё Дэва Мацуяма хана (1675—1732), усыновлён 4-м даймё Цуруока-хана Сакаи Тададзанэ
- Сакаи Тадаацу (1732—1767), 6-й даймё Цуруока-хана (1766—1767), старший сын предыдущего
- Сакаи Тадаари (1755—1812), 7-й даймё Цуруока-хана (1767—1805), старший сын предыдущего
- Сакаи Тадаката (1790—1854), 8-й даймё Цуруока-хана (1805—1842), старший сын предыдущего
- Сакаи Тадааки (1818—1876), 9-й даймё Цуруока-хана (1842—1861), старший сын предыдущего
- Сакаи Тадатомо (1839—1862), 10-й даймё Цуруока-хана (1861—1862), второй сын 8-го даймё Сакаи Тадакаты
- Сакаи Тададзуми (1853—1915), 11-й даймё Цуруока-хана (1862—1868), второй сын 9-го даймё Сакаи Тадааки, усыновлён 10-м даймё Сакаи Тадатомо
- Сакаи Тадамити (1856—1921), 12-й даймё Цуруока-хана (1868—1871), третий сын 9-го даймё Сакаи Тадааки

## Даймё Цуруга-хана
- Сакаи Тадасигэ (1653—1706), 1-й даймё Цуруга-хана (1682—1706), второй сын Сакаи Таданао (1630—1682), даймё Обама-хана.
- Сакаи Тадагику (1679—1722) — 2-й даймё Цуруга-хана (1706—1722). Старший сын Сакаи Тадасигэ
- Сакаи Тадатакэ (1709—1731) — 3-й даймё Цуруга-хана (1722—1731). Третий сын семье Сакаи Тадагику.
- Сакаи Тадака (1715—1791) — 4-й даймё Цуруга-хана (1722—1733). Восьмой сын Сакаи Тадагику.
- Сакаи Таданобу (1756—1799) — 5-й даймё Цуруга-хана (1788—1797). Четвёртый сын Сакаи Тадаки
- Сакаи Тадаэ (1781—1833) — 6-й даймё Цуруга-хана (1797—1833). Старший сын и преемник Сакаи Таданобу.
- Сакаи Тадамасу (1815—1876) — 7-й даймё Цуруга-хана (1833—1867), четвёртый сын и преемник Сакаи Тадаэ.
- Сакаи Тадацунэ (1848—1884) — 8-й и последний даймё Цуруга-хана (1867—1871), четвёртый сын Сакаи Тадамасу.

## ДаймёМаэбаси-хана
- Сакаи Сигэтада (1549—1617), 1-й даймё Маэбаси-хана (1601—1617), сын Сакаи Масатики (1521—1576)
- Сакаи Тадаё (1572—1636), 2-й даймё Маэбаси-хана (1617—1636), старший сын предыдущего
- Сакаи Тадаюки (1599—1636), 3-й даймё Маэбаси-хана (1636—1636), сын предыдущего
- Сакаи Тадакиё (1624—1681), 4-й даймё Маэбаси-хана (1636—1681), старший сын предыдущего
- Сакаи Тадатака (1648—1720), 5-й даймё Маэбаси-хана (1681—1707), старший сын предыдущего
- Сакаи Тадами (1667—1708), 6-й даймё Маэбаси-хана (1707—1708), старший сын предыдущего
- Сакаи Тикаёси (1694—1733), 7-й даймё Маэбаси-хана (1708—1720), старший сын предыдущего
- Сакаи Тикамото (1705—1731), 8-й даймё Маэбаси-хана (1720—1731), старший сын Сакаи Тадагику, 2-го даймё Цуруга-хана
- Сакаи Тададзуми (1710—1772), 9-й даймё Маэбаси-хана (1731—1749), приёмный сын предыдущего

## ДаймёХимэдзи-хана
- Сакаи Тададзуми (1710—1772), 1-й даймё Химэдзи-хана (1749—1772), приемный сын Сакаи Тикамото
- Сакаи Тададзанэ (1756—1790), 2-й даймё Химэдзи-хана (1772—1790), внук Сакаи Тададзуми
- Сакаи Тадахиро (1777—1837), 3-й даймё Химэдзи-хана (1790—1837), старший сын и преемник Сакаи Тададзанэ
- Сакаи Тадамицу (1779—1848), 4-й даймё Химэдзи-хана (1814—1835), второй сын Сакаи Тададзанэ
- Сакаи Таданори (1809—1844), 5-й даймё Химэдзи-хана (1835—1844), сын Сакаи Тадахиро, усыновлён Сакаи Тадамицу
- Сакаи Тадатоми (1829—1853), 6-й даймё Химэдзи-хана (1844—1853), приемный сын Сакаи Таданори
- Сакаи Тадатэру (1836—1860), 7-й даймё Химэдзи-хана (1853—1860), приемный сын Сакаи Тадатоми
- Сакаи Тадасигэ (1827—1890), 8-й даймё Химэдзи-хана (1860—1867), приемный сын Сакаи Тадатэру
- Сакаи Тадато (1839—1867), 9-й даймё Химэдзи-хана (1867—1868), приемный сын Сакаи Тадасигэ
- Сакаи Тадакуни (1854—1879), 10-й даймё Химэдзи-хана (1868—1871), четвертый сын Сакаи Тадацунэ, усыновлён Сакаи Тадато.

## Известные члены рода Сакаи
- Сабуро Сакаи (1916—2000)
- Сакаи Тикаудзи
- Сакаи Хиротика
- Сакаи Тадацугу (1527—1596)
- Сакаи Иэцугу (1564—1619)
- Сакаи Масатика
- Сакаи Сигэтада
- Сакаи Тадакиё (1626—1681)
- Сакаи Тадатоси (1562—1627)
- Сакаи Тадакацу (1587—1662)[3]
- Сакаи Тадакацу (Сёнай) (1594—1647)
- Сакаи Тадамаса (Сёнай)
- Сакаи Тадамоти (1725—1775), 21-й сосидай Киото[8]
- Сакаи Тадаюки (1770—1828), 37-й сосидай Кито[8]
- Сакаи Тададзуми, (1853—1915), 11-й даймё Химэдзи-хана (1862—1868)
- Сакаи Тадасигэ, родзю (1863—1864), тайро (1865—1866)[9]
- Сакаи Тадасукэ, также известный как Сакаи Тадамасу, вакадосиёри (1853—1862, 1863, 1864—1866)[9]
- Сакаи Тадааки (1813—1873), также известный ка Сакаи Тадаёси[9] 49-й сосидай Киото[8]
- Сакаи Тадакацу (эпоха Мэйдзи), граф, член Палаты пэров (1925)[10]
- Сакаи Тадамаса (эпоха Мэйдзи), граф, член Палаты пэров (1925)[10]
- Сакаи Тадасукэ, виконт, член Палаты пэров (1925)[11]